# Coaraci
Coaraci é um município brasileiro do estado da Bahia. Localiza-se na Região Cacaueira do estado e pertence a Região Geográfica Imediata de Ilhéus-Itabuna, encontra-se a cerca de 446,6 quilômetros de Salvador.

## História
No final do século XIX, o território, integrante do Município de Ilhéus, era coberto por matas espessas e inexploradas. Laudelino Monteiro e João Maurício edificaram uma casa à margem esquerda do rio Almada para servir de residência e comércio. Algum tempo mais tarde, procedente do Santo Amaro, chegou Manoel Pereira, que iniciou o desbravamento das terras, conseguindo formar uma fazenda de cacau, denominada Berimbau.
A partir da Fazenda Berimbau, formou-se uma povoação que recebeu a denominação de Macacos, posteriormente alterada para Itacaré do Almada. Formado o distrito que tem o nome simplificado para Itacaré.
O distrito de Itacaré, subordinado ao município de Ilhéus foi criado através do decreto estatual nº 8678, 13/10/1933. Cinco anos depois, em 1938, o distrito teve sua denominação alterada para distrito Guarací, pelo Decreto - Lei Estadual n.° 11089, de 30/11/1938. Permanecendo com esse nome entre os anos de 1939 e 1943. Em  1943 o distrito passou a ser chamado de Distrito de Coaraci, pelo Decreto-Lei Estadual N.° 141, de 31/12/1943, confirmado posteriormente pelo Decreto-Lei Estadual N.° 12978, de 01/06/1944.
Com a divisão territorial em 1950, o Distrito de Coaraci era subordinado ao município de Ilhéus.  Sendo desmembrado, e elevado a categoria de  município pela Lei Estadual N.° 515 de 12/12/1952. No ano seguinte, o distrito de Almadina (ex-povoado de Pouso Alegre) foi anexado ao município de Coaraci, pela Lei Estadual N.º 628, de 30/12/1953. Em 1955 com a divisão territorial o Munícipio de Coaraci passa a ter dois distritos (Coaraci e Almadina) permanecendo nessa divisão territorial até 1960.
Em 1962 o município de Coaraci foi desmembrado do distrito de Almadina que foi elevado para Município pela Lei Estadual N.° 1641, de 15/11/1962.

## Demografia
No início da década de 90, Coaraci chegou a ter mais de 31 mil habitantes por conta da alta do cacau no entanto, devido à crise cacaueira a população reduziu chegando a cerca de 20 mil habitantes em 2010, dos quais cerca de 10% da população viviam na zona rural.
O número de habitantes do continua caindo sendo que em 2021 chegou a 16.128 habitantes, aproximadamente 23% menor que o último censo de 2010 que era 20.964.

## Economia
Situada na região cacaueira da Bahia, Coaraci tem sua economia centrada na cultura do cacau porém, a agropecuária, indústria, serviços e o comércio também contribuem com o seu PIB.
O salário médio mensal em 2020 era aproximadamente de 1.9 do salário mínimo. Neste período, o percentual dos cidadãos ocupados em comparação a população total era de 10.4%. Em relação aos outros municípios da Bahia, Coaraci ocupava as colocações 105 de 417 e 124 de 417, nesta ordem. Se comparado as outras cidades do Brasil, a colocação era de 2558 de 5570 e 3377 de 5570, por esta ordem. Considerando os domicílios com rendimentos mensais de até meio salário por cidadão, cerca de 48,8% dos habitantes se encontravam nessas condições, inserindo o município na colocação 292 de 417 entre as cidades do estado e na colocação 1603 de 5570 as cidades do país.
A receita total de gastos do município chega a ser aproximadamente R$ 54.191.411,10. 

## Educação
O município conta com várias instituições municipais e estaduais de ensino básico, tendo também duas particulares. De ensino superior, conta com um colégio universitário da Universidade Federal do Sul da Bahia. Há, diariamente, ônibus da prefeitura que fazem o transporte dos universitários para instituições em Ilhéus e Itabuna.
No ano de 2010, a taxa de escolarização de  crianças de 6 a 14 anos de idade era de 95,1%.
Em 2021 foram matriculados 2.626 alunos no ensino fundamental, contando com 155 professores e 26 escolas com Índice  de Desenvolvimento da Educação Básica inicial de 4,5 e final de 4,0. Enquanto no ensino médio foram 714 alunos matriculados e 47 professores distribuídos em 3 escolas.
Neste mesmo ano o investimento em educação no município foi de aproximadamente R$ 16.847.441,27.